# Flores, Indonesien
Flores är en ö i den indonesiska provinsen Nusa Tenggara Barat i ögruppen Små Sundaöarna. Flores är  14 250 km2 och har 1,8 miljoner invånare (2004). Ön är bergig med vulkaner med toppar som Mandasawu som når 2 400 m. ö. h..
Flores befolkning består av malajer och papauaner. Endast 5% av Flores yta används till jordbruk och en stor del av befolkningen lider av undernäring.
Världens största ödla, komodovaranen, lever på Flores.
2003 upptäcktes ett nästan komplett 18 000 år gammalt skelett av en okänd människoart på Flores, Homo floresiensis.

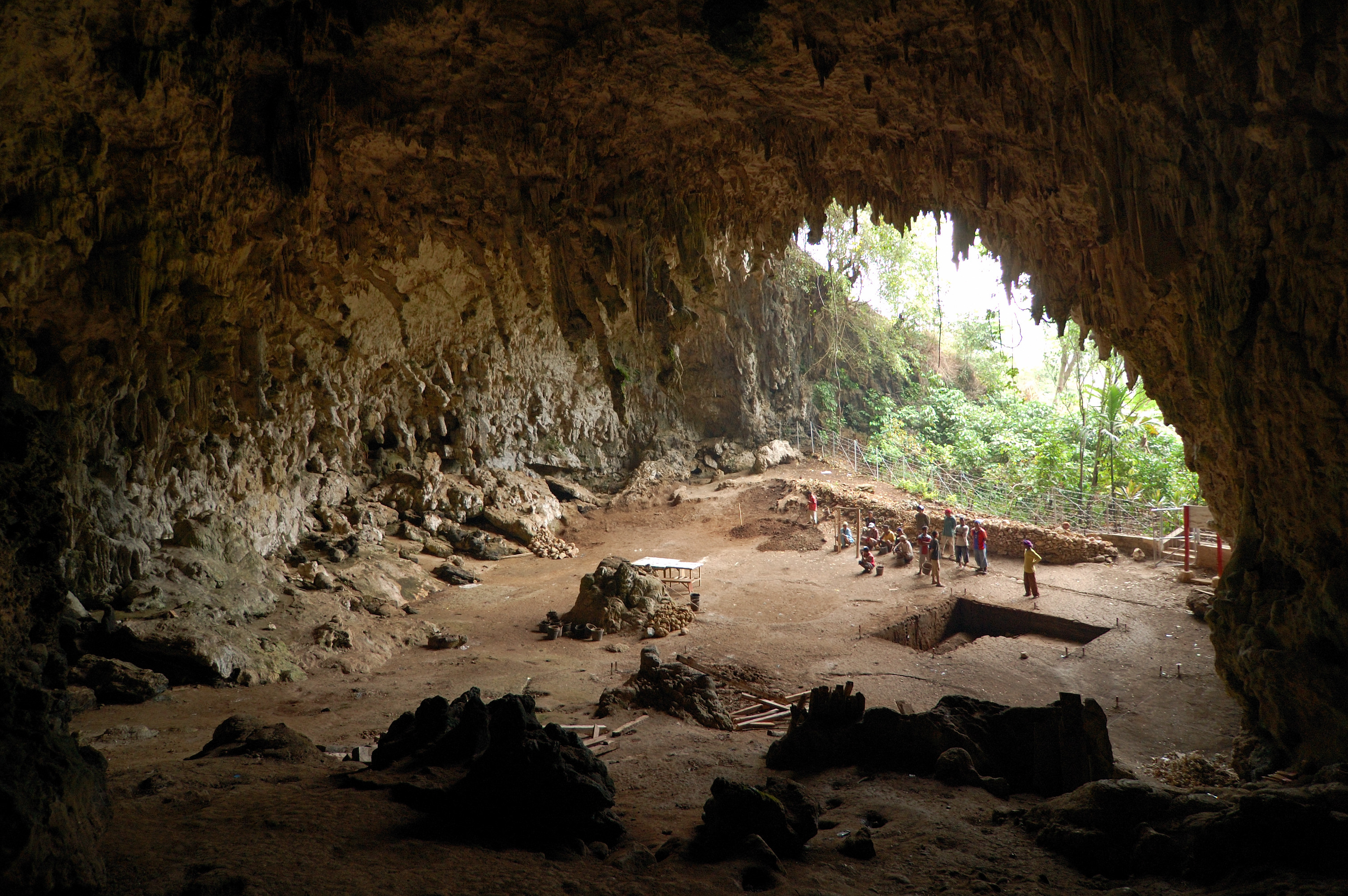
Fyndplats för Homo floresiensis